# 世良澄衛
世良 澄衛（せら すみえ、1950年2月9日 - 2018年）は、島根県出身の元騎手（地方・益田所属）。

## 経歴
1975年3月15日の益田第2競走・カシマクイン（7着）で初騎乗を果たし、同日の第5競走・フエローシルバーで初勝利を挙げる。
1978年にはバリモスニセイ産駒ワンバリーで日本海特別、1981年にはタマリードで第1回益田大賞典を制す。
1985年の日本海特別では小雪が降る中、フアイトサツキで後方一気を決め、7年ぶりの牝馬優勝と自身7年ぶりの同レース制覇も同時に決めた。
1989年には8頭中6番人気のシノジユニアで若鮎特別2勝目 、1990年には同馬で益田優駿2勝目をマーク 。
1994年の益田大賞典では8頭中7番人気のシマシゲジュニアに騎乗し、岡崎準の同レース5連覇を阻止すると同時に自身14年ぶりの同レース2勝目を飾った 。
1998年10月10日の第8競走アラ系一般B・アグネスグロリーで通算2000勝を達成し、同年には110勝を挙げてリーディングを獲得。同年からはセリーセクレタリーの主戦騎手となり、2001年の同馬引退まで出走全レースに騎乗。同馬はアメリカ産のサラブレッドで中央でデビューしたが、気性と脚部に問題を抱えていたこともあり未勝利に終わる。一時はそのまま引退することも検討されたが、装蹄師の福永守に引き取られて治療が施された結果、地方での現役続行が可能となり、世良とのコンビで当地の記録となるデビュー16連勝を含む17勝を挙げる活躍を見せた 。
「スッポンの世良」と呼ばれて地元ファンに長年愛され、晩年は益田の所属騎手では最高齢、全国の地方の騎手の中でも一、二の大ベテランとして活躍したが、2000年にスマノカチドキで人麿特別4勝目 を挙げたのが最後の重賞勝利となった。
益田競馬最後の日となった2002年8月16日は4鞍に騎乗し、第8競走A級B級・キアミラウメンで最後の勝利を挙げる。
自身も最後の騎乗となった最終レースの第10競走益田競馬ラストラン特別では3歳牝馬のヘイセイグレースとコンビを組む。父は名古屋では15戦無敗を誇ったヘイセイパウエル、母トウコウリュウジン、母の父は名古屋の強豪トキテンリュウという血統のアングロアラブであり、世良とコンビを組んでからは、6月に2回、7月に3回使って3勝していた 。前2走は2連勝という絶好調であり、レースでは中団からまくり気味に追い上げての3着に食い込む大健闘を見せる。
最終レース終了後は騎手達が勢揃いしてスタンドに挨拶するセレモニーが行われ、場内のスピーカーから蛍の光が流れる中、花束をスタンドに投げ入れるのを合図のように、ファンが馬場になだれこんだが、世良は後輩騎手に「お疲れさん」と声をかけた。
引退後は2018年に死去した模様である。

## 通算成績
- 13214戦2244勝　勝率17.0%、連対率33.8%

### 主な騎乗馬
- パールコンノ（1975年人麿特別）
- ワンバリー（1978年日本海特別）
- サイクロンケイ（1978年若鮎特別）
- タマリード（1981年益田大賞典）
- バビロンニセイ（1984年益田優駿）
- フアイトサツキ（1985年日本海特別）
- シノジユニア（1989年若鮎特別、1990年益田優駿）
- グリーンテイオー（1993年人麿特別）
- シマシゲジュニア（1994年益田大賞典）
- ゴールドヒリュウ（1995年若鮎特別）
- シンシャトル（1997年益田大賞典）
- ヘイセイバロン（1997年人麿特別）
- スマノカチドキ（2000年人麿特別）